# Marmoritis pharica
Marmoritis pharica là một loài thực vật có hoa trong họ Hoa môi. Loài này được (Prain) A.L.Budantzev mô tả khoa học đầu tiên năm 1992 publ. 1993.